# گرمای سرخ
گرمای سرخ عبارت است از تشخیص دما از روی رنگ انجسام که بیشتر در آهن آلات کاربرد دارد.

## چاپمن
رنگ‌هایی که در فولاد دیده می‌شوند عبارتند از:
| رنگ               | درجه حرارت [°C] | درجه حرارت [°C] | درجه حرارت [°F] | درجه حرارت [°F] |
| رنگ               | از              | به              | از              | به              |
| ----------------- | --------------- | --------------- | --------------- | --------------- |
| مشکی مایل به قرمز | ۴۲۶             | ۵۹۳             | ۷۰۹             | ۱۰۱۰            |
| قرمزه بسیار تیره  | ۵۹۳             | ۷۰۴             | ۱۰۱۰            | ۱۲۱۰            |
| قرمز تیره         | ۷۰۴             | ۸۱۴             | ۱۲۱۰            | ۱۴۰۸            |
| قرمز گیلاسی       | ۸۱۵             | ۸۷۰             | ۱۴۰۹            | ۱۵۰۸            |
| قرمز گیلاسیه روشن | ۸۷۱             | ۹۸۱             | ۱۵۱۰            | ۱۷۰۸            |
| نارنجی            | ۹۸۱             | ۱۰۹۲            | ۱۷۰۸            | ۱۹۰۸            |
| زرد               | ۱۰۹۳            | ۱۲۵۸            | ۱۹۱۰            | ۲۲۰۷            |
| زرد مایل به سفید  | ۱۲۵۹            | ۱۳۱۴            | ۲۲۰۹            | ۲۳۰۸            |
| سفید              | ۱۳۱۵+           | ۱۳۱۵+           | ۲۳۰۹+           | ۲۳۰۹+           |